# И помнит мир спасённый
«И помнит мир спасённый…» — монументальное полотно белорусского художника Мая Данцига. В центре аллегорического произведения, созданного к 40-летию победы в Великой Отечественной войне и прославляющего подвиг советских солдат, оказывается образ «Сикстинской Мадонны» Рафаэля, символизирующей спасённый мир. Выходом за рамки реалистичности художник добивается ещё большей масштабности и полноты изображения.

## Сикстинская Мадонна

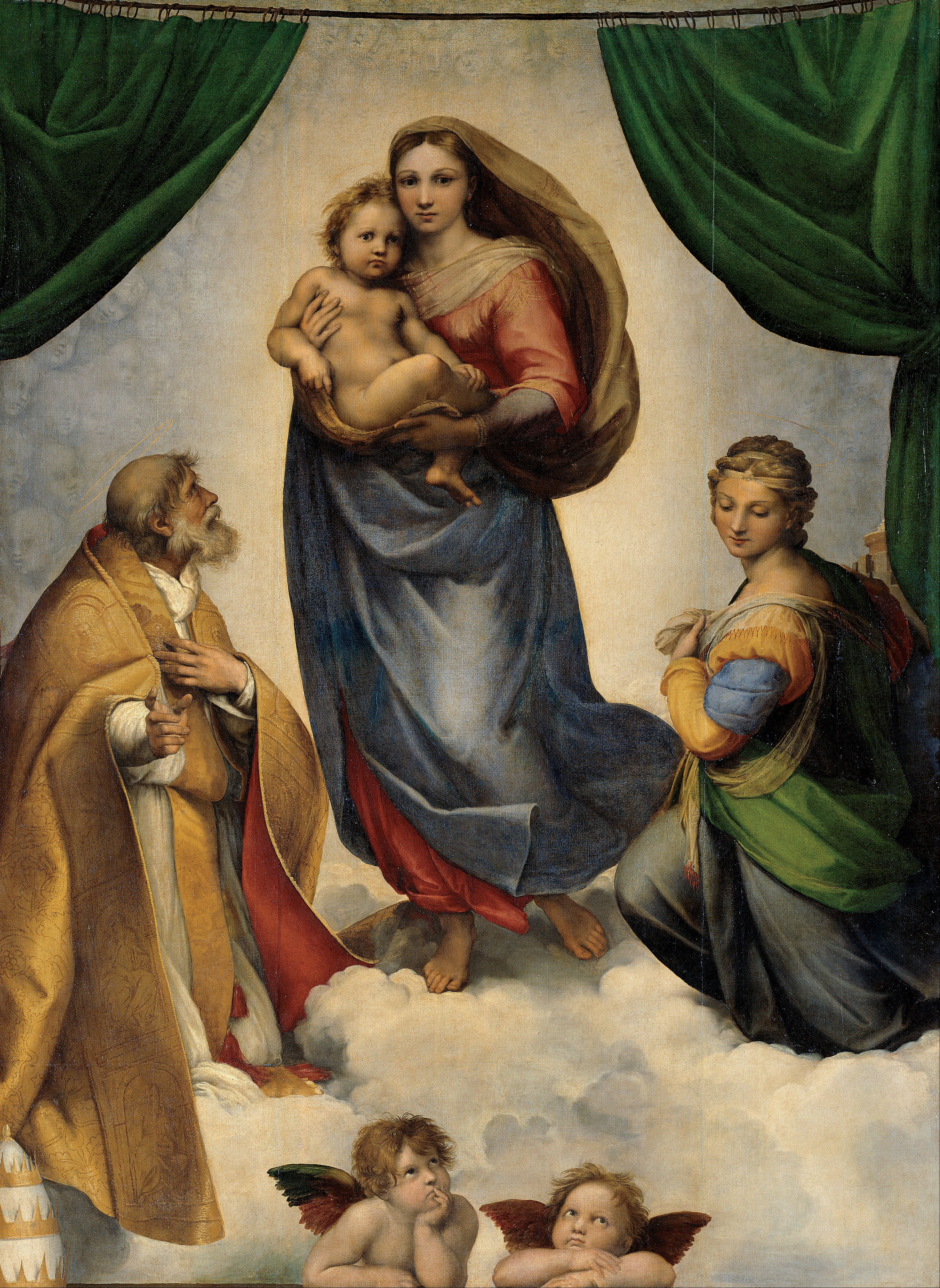
Рафаэль Санти. Сикстинская мадонна. Дрезденская галерея.

Создание картины «И помнит мир спасённый…» вдохновил известный исторический факт спасения шедевров Дрезденской галереи во время Второй Мировой войны. Здание галереи было разрушено во время бомбардировки Дрездена, однако картины заблаговременно были спрятаны в специально оборудованных укрытиях. Среди них — Сикстинская Мадонна Рафаэля.
9 мая 1945 года большинство картин было найдено солдатами Советской армии под командованием Леонида Рабиновича. Спасением доставленных в Москву шедевров Дрезденской галереи, часть которых была повреждена в подтопленном тайнике, занимались специалисты Музея изобразительных искусств им. А. С. Пушкина под руководством П. Д. Корина. В 1955 году перед возвращением коллекции в Дрезден картина была показана советским зрителям и вызвала большой интерес. Начиная с очерка В. С. Гроссмана, посвящённого впечатлению от выставки, картина прочно ассоциируется в советской культуре с событиями и образами войны:

И я понял — не с книгой, не с музыкой сближало меня зрелище молодой матери с ребёнком на руках. Треблинка… Это она шла своими легкими босыми ножками по колеблющейся треблинской земле от места разгрузки эшелона к газовой камере. Я узнал её по выражению лица и глаз.
— В. С. Гроссман
Этот же образ в картине «Мадонна Биркенау» М. А. Савицкого, как и композиция его картины «Партизанская мадонна Минская», повторяющая «Сикстинскую Мадонну», иллюстрируют её влияние на советскую живопись.

## Описание картины «И помнит мир спасённый…»
Размеры картины «И помнит мир спасённый…»: 350 (высота) на 700 (ширина) сантиметров. Техника — масляная живопись на холсте. Работа над картиной заняла у Данцига более 10 лет. Она создавалась к сорокалетию победы над Германией в Великой Отечественной войне.
Центральная часть композиции изображает момент «освобождения» Сикстинской Мадонны Рафаэля из хранилища, что является метафорой освобождения Европы от фашизма. Сикстинская Мадонна служит аллегорией всей мировой культуры и цивилизации. Согласно видению художника:

Именно эта фигура Мадонны с младенцем — смысловой центр моей работы. Она — смысл того, что советские воины освободили мир, спасли саму жизнь и культуру человечества от фашизма. Среди изображённых на картине и солдаты, празднующие победу, и жертвы последних боёв, и отец-солдат с убитым сыном, и пленные немцы. — Май Данциг
Динамика картины во многом обеспечивается типичным для Данцига насыщенным красным цветом («Так уж повелось, что красный — это и цвет первомайских демонстраций, и символ техники Мая Данцига»), но это не цвет знамени коммунизма. Кольцевая композиция центрируется на шедевре Рафаэля, а люди, обычно служащие центральным объектом в искусстве соцреализма, наоборот, становятся фоном. Почтальон, вручающий весть о победе на фоне разрушенных городов, женщины, оплакивающие погибших, и раненые и изможденные солдаты символизируют ту высокую цену, которую пришлось заплатить за победу.

## Оценка искусствоведа
Галия Фатыхова, искусствовед и автор текста каталога живописи Мая Данцига, писала:

…Монументальную картину «И помнит мир спасенный…» (1985—1995) можно с полным основанием назвать философской симфонией в живописи. Примеров столь сложных многофигурных композиций в современном изобразительном искусстве чрезвычайно мало, как мало столь же сильно воздействующих на зрителя сюжетно-тематических полифонических полотен.— Г. А. Фатыхова

## Выставки
Картина фигурирует в каталоге выставки 1988 года в Москве.
В 2015 году картина «И помнит мир спасённый…» была выставлена в галерее Саатчи в Лондоне.
Фрагмент картины экспонируется в Центральной детской библиотеке имени Зои Космодемьянской города Армавира.

## Комментарии
1. 1 2  Датировка картины 1985 годом основывается на утверждении собственника картины, фонда Art Russe[2], а также подтверждается каталогом выставки 1988 года[1]. В изданном при жизни художника каталоге  датируется 1985—1995 годами[4].
2. ↑  Точнее стоит говорить о последующей интерпретации этого факта как «спасения». По воспоминаниям А. Д. Чегодаева, хранителя трофейного фонда ГМИИ им. А. С. Пушкина, куда поступили картины: «Ни о каком „спасении“ Дрезденской галереи тогда и речи не было, она считалась трофеем»[6].